# 阿爾塔山
77°54′S 160°51′E / 77.900°S 160.850°E
阿爾塔山（英語：Altar Mountain），是南極洲的冰原島峰，位於維多利亞地的斯科特海岸，海拔高度超過2,000米，由新西蘭探險隊命名，現時由南極條約體系管理。